# Мори Хиромото
Мори Хиромото (яп. 毛利 弘元 мо:ри хиромото, 1466 (1468) — 13 февраля 1506) — самурайский полководец средневековой Японии периода Сэнгоку. Правитель провинции Аки (современная префектура Хиросима). 14-й глава рода Мори. Отец Мори Мотонари.

## Биография
Мори Хиромото родился в провинции Аки. В 1476 году (8 году Буммэй) он стал главой рода Мори. Хиромото был одним из «провинциалов» рода Оути, вассалом Оути Масахиро и Оути Ёсиоки, поэтому постоянно выступал в военных походах последнего вместе со своим старшим сыном Мори Окимото.
Из-за конфликта Оути и Хосокавы, а также конфликта Оути с сёгунатом Муромати в 1499 году, Хиромото попал в опалу к сюзерену и поставил под угрозу уничтожения собственный род. Для решения этой проблемы в 1500 году он сделал главой рода Мори старшего сына, а сам оставил политику, уединившись в замке Тадзихи-Саругакэ. Из-за стрессов и пьянства Хиромото умер 13 февраля 1506 года относительно молодым, в 40-летнем возрасте. Он был похоронен в храме Эссоин (современный город Акитаката, префектура Хиросима).